# Samarkand Challenger 2003
Il Samarkand Challenger 2003 è stato un torneo di tennis facente parte della categoria ATP Challenger Series nell'ambito dell'ATP Challenger Series 2003. Il torneo si è giocato a Samarcanda in Uzbekistan dal 4 al 9 agosto 2003 su campi in terra rossa.

## Vincitori

### Singolare
Daniel Köllerer ha battuto in finale  Andrej Stoljarov con il punteggio di 6–2, 6–3

### Doppio
Viktor Bruthans /  Serhij Stachovs'kyj hanno battuto in finale  Pavel Ivanov /  Darko Madjarovski con il punteggio di 6–2, 6–4